# بخش رخووت
بخش رخووت (به عبری: נפת רחובות‎، نَفَت رْخُوُت)(به عربی: قضاء رحوفوت) بخش دراسرائیل است که در مرکز این کشور و در حوزه استحفاظی استان مرکز واقع است. مرکز این بخش، شهر رخووت است.